# Вишехрадски кодекс
Вишехрадски кодекс (чеш. Vyšehradský kodex, лат. Codex Vyssegradensis), познат и као Крунидбено јеванђеље краља Вратислава, је романичко илуминирано јеванђеље из касног 11. века, које се сматра најважнијим и највреднијим рукописом који се чува у Чешкој. Његова изузетно богата иконографија и визуелне компоненте сврставају га међу најдрагоценије илуминиране рукописе друге половине 11. века у Европи. Вероватно је направљен по налогу чешких дипломата у част годишњице крунисања чешког краља Вратислава II 1085. године.

## Историја
Према новијим истраживањима Вишехрадски кодекс написан је и живописан, под утицајем баварске манастирске школе. Верује се да је израђен у скрипторијуму манастира Свети Емерам у Регензбургу.
Предпоставља се да је Кодекс предат Вратиславу II приликом крунисања у Прашком замку (Прашки храд) 15. јуна 1085. године. Краљ га је, по свему судећи, чувао у својој резиденцији у тврђави Вишехраду, по којој је Кодекс и добио име. Верује се да је 1228. године, приликом још једног краљевског крунисања у Прагу, пренето у Митрополитску библиотеку Светог Вида. Око 1619. однет је у место Длоуха Вес како би се спасио од калвиниста. Од друге половине 18. века Кодекс се чува у Клементинуму, са изузетком периода током Другог светског рата, када је пренет у Замак Карлштејн.
Рукопис се данас чува у Националној библиотеци Чешке Републике под сигнатуром XIV A 13. 2005. године проглашен је националним спомеником културе Чешке Републике. У Клементинуму се може видети реплика Кодекса из 2012. године.

## Изглед Кодекса
Реч је о јеванђељу писаном на латинском језику. Писан је на 108 пергаментних листова димензија 32 к 41,5 cm са изузетно богатом иконографијом. Највећи део рукописа написао је један писар. Обухвата 108 пергамената, од којих је двадесет шест страница живописано портретима јеванђелиста, светог Вацлава, чешког заштитника, родословом Исуса Христа (Дрво Исусово), и другим илуминацијама. Плоче рукописа обложене су тканином извезеном зеленим орнаментима од лишћа и цвећа. Задња плоча Кодекса је такође пресвучена тканином на којој је пришивена мандорла Христа у Величанству. Ове визуелне компоненте сврставају Вишехрадски кодекс међу најдрагоценије илуминиране рукописе друге половине 11. века у Европи.
У Вишехрадском кодексу налази се најстарији познати приказ Дрвета Исусовог. У раду који анализира ову слику, The Earliest Dated Tree of Jesse Image (Најстарија слика Дрвета Исусовог) ауторка истиче да је коришћена иконографија која се веома разликује од оне која се обично налази на таквим сликама. Страницу која приказује Дрво Исусово прати низ других илуминираних страница од којих четири приказују Христове претке. У Кодексу Дрво Исусово није коришћено да подржи бројне фигуре, као што је уобичајено. Уместо тога, одломак о Исаији је приказан на веома дослован начин. На слици пророк Исаија прилази Јесеју испод чијих ногу извире дрво и обавија га заставом са речима које се, пратећи језик Вулгате, дословно преводе као: „Мали штап од Јесеја рађа сјајан цвет“. Уместо предака који се виде на каснијим приказима, на гранама седи седам голубова са ореолима. Они, у мотиву из византијске уметности, представљају седам дарова Светог Духа како их је описао апостол Павле.